# Mangas Coloradas

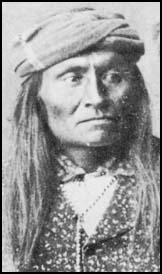
Mangas Coloradas

Mangas Coloradas (Czerwone Rękawy) (ur. 1793 (?), zm. 18 stycznia 1863) – wódz Apaczów Mimbres uznawany za jednego z najważniejszych wodzów wojennych Apaczów w XIX w.
Toczył długoletnie wojny z Meksykiem, które rozpoczęły się po masakrze kobiet i dzieci indiańskich w 1837 r. dokonanym przez wojsko meksykańskie w czasie, gdy wojownicy opuścili obóz, aby prowadzić handel. Mangas Coloradas był teściem Cochisa i w 1861 r. przyłączył się do prowadzonej przez niego wojny z USA. Został podstępnie zwabiony w pułapkę do Fortu McLane pod pozorem rozmów pokojowych gdzie został zabity.